# Organizacja Abu Nidala
Rewolucyjna Rada Fatah (znana szerzej jako Organizacja Abu Nidala) – palestyńska organizacja terrorystyczna.

## Nazwa
Używała nazw takich jak Rewolucyjna Rada Fatah, Arabska Rada Rewolucyjna, Arabska Brygada Rewolucyjna, Czarny Lipiec, Organizacja Czarny Wrzesień i Rewolucyjna Organizacja Socjalistycznych Muzułmanów.

## Historia
Organizacja utworzona została w 1974 roku przez Abu Nidala i rozłamowców z al-Fatah. Grupa przeprowadziła liczne akcje terrorystyczne przeciwko Żydom,
Izraelowi, Zachodowi, państwom Zatoki Perskiej oraz na zlecenie swoich mocodawców. Aktywiści organizacji mieli też na sumieniu członków konkurencyjnej Organizacji Wyzwolenia Palestyny i innych Palestyńczyków, których uznali za nazbyt liberalnych. 
W latach 1974–1980 siedziba organizacji znajdowała się w Bagdadzie, a jej poczynania były w dużym stopniu kierowane przez Irak. Została wydalona z Iraku w 1980 roku – wpływ na to miała wojna iracko-irańska, w której trakcie Irak dążył do poprawy stosunków z Zachodem oraz spór między Abu Nidalem a Irakiem dotyczący niezależności organizacji. Do 1985 roku jej siedziba znajdowała się w Syrii, a od 1985 roku w Libii. W okresie rezydowania jej przywódców w Libii uchodziła za wykonawcę polityki Mu’ammara al-Kaddafiego. W 1987 roku organizacja przeszła proces wewnętrznej reorganizacji: rozpoczęła działalność w południowym Libanie, gdzie rekrutowała nowych członków spośród społeczności palestyńskich uchodźców, tworzyła struktury milicyjne i włączyła się w działalność polityczno-społeczną. W 1989 roku około 150 członków organizacji, w tym wielu jej dowódców potępiło Libię i wyjechało do Sudanu. Od 1992 roku Libia usiłowała wymusić na grupie wstrzymanie się od działalności terrorystycznej. We wczesnych latach 90. stronnicy Abu Nidala bezskutecznie usiłowali przejąć kontrolę nad obozem dla palestyńskich uchodźców w Sydonie, a w 1994 roku zaangażowali się w zamach na sekretarza ambasady jordańskiej w Bejrucie. Agresywne działania Organizacji Abu Nidala w Libanie skłoniły tamtejszą armię do podjęcia działań przeciwko strukturom terrorystów.
Od 1994 roku nie zorganizowała żadnych zamachów. W latach 90. nadal była uważana za potencjalnie niebezpieczną – zarabiała krocie na sieci prowadzonych przez nią przedsiębiorstw oraz z wymuszeń haraczy. W tym czasie zbliżyła się do Iranu, a jej członkowie uczestniczyli w większości kongresów opłacanych przez rząd w Teheranie. Zanikła po śmierci Abu Nidala w 2002 roku. Struktury organizacji mogą nadal istnieć w Libanie, są jednak nieaktywne. W 2008 roku władze Jordanii ogłosiły, że zatrzymały członka organizacji, który planował zamach w tym kraju.

## Najważniejsze ataki przeprowadzone przez grupę
- We wrześniu 1973 roku członkowie frakcji zajęli ambasadę Arabii Saudyjskiej w Paryżu. W zamian za zwolnienie zakładników zażądali uwolnienia Abu Daouda, terrorysty palestyńskiego więzionego w Jordanii[8].

- W grudniu 1973 roku podwładni Abu Nidala wysadzili samolot linii Pan American World Airways. W zamachu zginęły 32 osoby[3].

- W październiku 1974 roku organizacja przeprowadziła atak bombowy na samolot linii Trans World Airlines. W zamachu zginęło 88 osób[3].

- We wrześniu 1976 roku terroryści opanowali hotel w Damaszku. Napastnicy zostali ujęci przez syryjskie służby, a dwóch z nich zostało publicznie powieszonych[8].

- W październiku 1976 roku grupa zaatakowała ambasady Syrii w Islamabadzie i Rzymie[9].

- W listopadzie 1976 roku podwładni Abu Nidala zaatakowali hotel „Intercontinental“ w Ammanie[9].

- W grudniu 1976 roku terroryści podjęli się nieudanego zamachu na Abd al-Halima Chaddama, syryjskiego ministra spraw zagranicznych oraz usiłowali zaatakować ambasadę Syrii w Islamabadzie[9].

- W październiku 1977 roku doszło do kolejnej próby zabicia Abd al-Halima Chaddama. Zamach miał miejsce w Abu Zabi. Syryjski minister uniknął śmierci, zginął za to minister z ZEA[9].

- W styczniu 1978 roku bojownicy zamordowali przedstawiciela OWP w Londynie[9].

- W lutym 1978 roku zabity został przewodniczący Organizacji Jedności z Narodami Afrykańskimi, Azjatyckimi i Południowoamerykańskimi[9].

- W czerwcu 1978 roku zabity został Ali Jassin, przedstawiciel OWP w Kuwejcie[9].

- W sierpniu 1978 roku miejsce miał atak na biuro OWP w Islamabadzie[9]. W tym samym miesiącu zamordowany został Izz al-Din al-Kalak, przedstawiciel OWP w Paryżu i jego asystent[9].

- W lipcu 1979 r. zabójstwo przywódcy Saiqi Zuhaira Mohsina (sprawca nie został zidentyfikowany)[10].

- W styczniu 1980 roku zabity został Jusuf Mubarak, dyrektor Biblioteki Palestyńskiej w Paryżu[9].

- W lipcu 1980 roku bojownicy zaatakowali szkołę żydowską w Antwerpii oraz zabili izraelskiego przedstawiciela handlowego w Brukseli[9].

- W maju 1981 roku terroryści zabili Heintza Nittela, prezesa Stowarzyszenia Przyjaźni Austriacko-Izraelskiej w Wiedniu[9].

- W czerwcu 1981 roku organizacja zabiła reprezentanta OWP w Brukseli[9].

- W sierpniu 1981 roku terroryści ostrzelali z karabinów maszynowych synagogę w Wiedniu. Zginęły dwie osoby, a 17 osób zostało rannych[11].

- W czerwcu 1982 roku bojownicy usiłowali zabić Szloma Argowa, izraelskiego ambasadora w Wielkiej Brytanii. Zamach stał się pretekstem do rozpoczęcia izraelskiej inwazji na Liban[11].

- W sierpniu 1982 roku terroryści ostrzelali z karabinów maszynowych restaurację żydowską „Goldberg“ w Paryżu[11]. W tym samym miesiącu ekstremiści usiłowali zamordować konsula ZEA w Bombaju i dyplomatę Kuwejtu w Karaczi[11].

- We wrześniu 1982 roku ekstremiści zaatakowali synagogę w Brukseli[11]. W tym samym miesiącu z rąk zabójcy organizacji zginął w Rzymie dyplomata z Kuwejtu[11].

- W październiku 1982 roku miał miejsce atak na synagogę w Rzymie. W zamachu z użyciem granatów ręcznych i karabinów maszynowych zginęła jedna osoba, a dziesięć zostało rannych[11].

- W kwietniu 1983 rok terroryści zamordowali w Lizbonie umiarkowanego palestyńskiego działacza Issama Sartawi[3][11].

- W październiku 1983 roku z rąk ekstremistów zginął ambasador Jordanii w Nowe Delhi. Dzień później zginął ambasador Jordanii w Rzymie[11].

- W lipcu 1983 roku bojownicy zaatakowali ambasadę Jordanii w Atenach. W ataku zginął jeden z ochroniarzy[11].

- W grudniu 1983 roku organizacja podłożyła ładunek wybuchowy w Centrum Kultury Francuskiej w Izmirze. W tym samym miesiącu z rąk terrorystów zginął ambasador Jordanii w Madrycie[11].

- W lutym 1984 roku bojownicy zamordowali w Paryżu ambasadora ZEA[11].

- W marcu 1984 roku terroryści zabili w Atenach brytyjskiego dyplomatę. W tym samym miesiącu umieścili ładunek wybuchowy w hotelu Intercontinental w Ammanie. Zamach zbiegł się w czasie z wizytą w Jordanii królowej Elżbiety II[12].

- W czerwcu 1984 roku aktywiści próbowali zabić w Kairze izraelskiego dyplomatę[12].

- W październiku 1984 roku grupa przeprowadziła nieudany zamach na dyplomatę ZEA w Rzymie[12].

- W listopadzie 1984 roku terroryści podłożyli bombę w bejruckim biurze British Airways i przeprowadzili nieudany zamach na brytyjskiego komisarza w Bombaju[12].

- W grudniu 1984 roku bojówkarze zabili w Ammanie dwóch działaczy OWP. W tym samym miesiącu z ich rąk zginął jordański dyplomata w Rumunii. Morderstwa odbyły się pod szyldem Czarnego Września[12].

- W marcu 1985 roku terroryści podłożyli ładunki wybuchowe w biurach Jordańskich Królewskich Linii Lotniczych w Atenach, Rzymie i Nikozji. Akcje przeprowadzono jako Czarny Wrzesień[12].

- W kwietniu 1985 roku bojownicy wystrzelili rakietę w startujący z Aten samolot pasażerski Jordańskich Królewskich Linii Lotniczych. Rakieta nie odpaliła, a jedynie przedziurawiła korpus samolotu[12]. W tym samym miesiącu rakieta trafiła w ambasadę Jordanii w Rzymie[12].

- W lipcu 1985 roku miał miejsce zamach bombowy na biura British Airways i Jordańskich Królewskich Linii Lotniczych w Madrycie. Zginęła jedna osoba, a 29 zostało rannych[12]. W tym samym miesiącu miał miejsce atak z użyciem granatu ręcznego na Café de Paris w Rzymie, w którym ranionych zostało 38 osób. Terroryści bezskutecznie usiłowali też wysadzić budynek ambasady Stanów Zjednoczonych w Kairze[12].

- W listopadzie 1985 roku radykałowie porwali samolot egipskich linii lotniczych i zmusili pilotów do lądowania na Malcie. Komandosi egipscy podjęli się próby odbicia zakładników. W strzelaninie zginęło 66 pasażerów[3][13].

- W grudniu 1985 roku bojownicy zaatakowali biura izraelskich linii lotniczych w Rzymie i Wiedniu. W zamachach zginęło 18 osób, a 120 zostało rannych[3][13].

- We wrześniu 1986 roku komando terrorystów zaatakowało synagogę w Stambule. W zamachu śmierć odniosły 22 osoby[13].

- W listopadzie 1987 roku ekstremiści uprowadzili do Libii jacht z ośmioma Belgami na pokładzie[13].

- W marcu 1988 roku terrorysta ostrzelał załogę włoskich linii lotniczych Alitalia w Bombaju. W strzelaninie ciężko ranny został kapitan[13].

- W maju 1988 roku doszło do jednoczesnych zamachów na hotel „Akropol“ i Klub Sudański w Chartumie. 8 osób zginęło, a 821 zostało rannych[13].

- W lipcu 1988 roku terroryści zdetonowali bombę na molo w Atenach. W tym samym czasie ekstremista ostrzelał pasażerów statku wycieczkowego. Zginęło 9 osób, a 98 zostało rannych[13].

- W styczniu 1991 roku w Tunisie terroryści zabili Salaha „Abu Ijada“ Chalafa z OWP[13].

## Wsparcie zagraniczne
W przeszłości otrzymywała wsparcie szkoleniowe, schronienie, pomoc logistyczną i finansową z Iraku, Libii i Syrii. Zdaniem Barry'ego Rubina w szkoleniach terrorystów uczestniczył także personel armii Korei Północnej.

## Ideologia
Głosi poglądy nacjonalistyczne. Utrzymuje, że terroryzm i walka zbrojna z Izraelem są jedyną drogą osiągnięcia niepodległości Palestyny.

## Liczebność
W chwili największej popularności liczyła około 400 bojowników. 

## Jako organizacja terrorystyczna
Do 2017 roku figurowała na liście zagranicznych organizacji terrorystycznych Departamentu Stanu USA. Nadal znajduje się na listach grup terrorystycznych Kanady, Japonii, Unii Europejskiej i Wielkiej Brytanii.